# Centrale nucléaire de Tomari
La centrale nucléaire de Tomari (泊発電所, Tomari hatsudensho) est exploitée par la compagnie d'électricité de Hokkaido ou HEPCO.

Elle est située à Tomari dans la sous-préfecture de Shiribeshi de Hokkaidō, l'île septentrionale du Japon et elle est exploitée par la compagnie d'électricité Compagnie d'électricité de Hokkaido.

## Description
La centrale comprend 3 réacteurs à eau pressurisée (REP) :
- Tomari 1 : 579 MWe, mis en service en 1988 ;
- Tomari 2 : 579 MWe, mis en service en 1990 ;
- Tomari 3 : 912 MWe, mis en service en 2009.

Les trois réacteurs ont été construits par Mitsubishi.
Les trois réacteurs sont à l'arrêt pour vérifications et travaux de maintenance depuis le 5 mai 2012. Le réacteur no 3 est le dernier réacteur électronucléaire à avoir été arrêté, lors de la vague d'arrêt des contrales nucléaires qui a suivi l'accident nucléaire de Fukushima,.

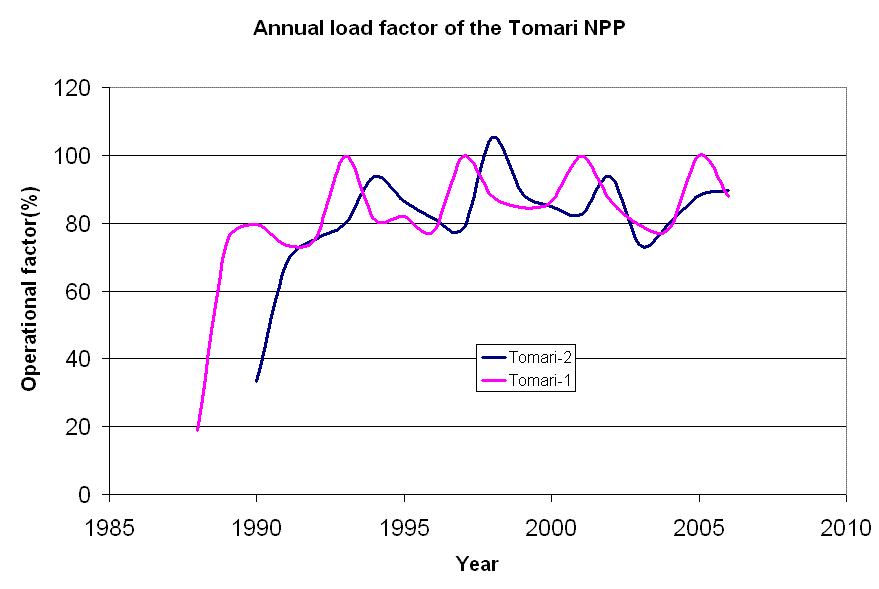
Taux de charge de la centrale nucléaire de Tomari

## Incidents
La presse japonaise rapporte que 6 incendies, probablement d'origine criminelle, ont été constatés entre le 3 juillet et le 9 août 2007 dans ou autour du réacteur en construction.